# Psen lacuniventris
Psen lacuniventris (лат.) — вид ос рода Psen из семейства Psenidae (до 2018 в Pemphredoninae, Crabronidae). Восточная Азия: Китай (провинции Сычуань и Чжэцзян).

## Описание
Мелкая оса. От близких представителей рода Psen вид P. lacuniventris отличается следующими признаками: все ноги в основном желтовато- или красновато-коричневые; тергиты I и II брюшка, стернум II в основном красновато-коричневые до темно-коричневых, остальная часть ярко-красновато-коричневая; наличник с золотистыми волосками; проподеум с тонкими продольными бороздками, иногда доходящими до проподеальной площадки; брюшные тергиты с прямыми или несколько изогнутыми, короткими волосками, петиоль без блеска; наличник с золотистыми или серебристыми волосками. Форма петиоля цилиндрическая, без киля.